# Жаїр Маріньйо
Жаїр Маріньйо (порт. Jair Marinho de Oliveira; 17 липня 1936, Санту-Антоніу-ді-Падуа — 7 березня 2020) — бразильський футболіст, що грав на позиції захисника.
Виступав, зокрема, за «Флуміненсе» та «Корінтіанс», а також національну збірну Бразилії. У складі збірної — чемпіон світу.

## Клубна кар'єра
У дорослому футболі дебютував 1956 року виступами за команду клубу «Флуміненсе» і виступав за цей клуб протягом 7 років, провівши 258 матчів і забивши 1 гол. З «Флу» він виграв чемпіонат штату Ріо-де-Жанейро і два турніри Ріо-Сан-Паулу.
Протягом 1964—1965 років захищав кольори команди клубу «Португеза Деспортос». Своєю грою привернув увагу представників тренерського штабу «Корінтіанса», до складу якого приєднався 1965 року. Відіграв за команду з Сан-Паулу наступні три роки своєї ігрової кар'єри. Граючи у складі «Корінтіанс» також здебільшого виходив на поле в основному складі команди.
Протягом 1967—1967 років виступав за клуб «Васко да Гама».
Завершив професійну ігрову кар'єру у клубі «Кампу Гранді», за який недовго виступав протягом 1970 року.

## Виступи за збірну
3 травня 1961 року дебютував в офіційних іграх у складі національної збірної Бразилії в матчі проти національної збірної Парагваю в Асунсьйоні.
У складі збірної був учасником чемпіонату світу 1962 року у Чилі, здобувши того року титул чемпіона світу, проте на поле не виходив: його місце було зайнято Джалмою Сантосом.
Востаннє за збірну зіграв ще до «мундіалю» 12 травня 1962 у матчі проти збірної Уельсу в Ріо-де-Жанейро. Протягом кар'єри у національній команді, яка тривала 2 роки, провів у формі головної команди країни 4 матчі.

## Особисте життя
Завершивши кар'єру гравця, Жаїр працював у футбольній школі в Ріу-Гранді.
Жаїр був одружений. Має 4-х дітей.

## Титули і досягнення
- Переможець турніру Ріо-Сан-Паулу: 1957, 1960
- Чемпіон штату Ріо-де-Жанейро: 1959
- Володар Кубка Бернардо О'Хіггінса: 1961
- Володар Кубка Освалдо Круза: 1961
- Чемпіон світу: 1962